# Абатство Порт дю Салю
Абатство Порт дю Салю (на френски: Abbaye de Port du Salut, официално наименование „Abbaye Notre-Dame du Port du Salut“) е трапистко абатство в близост до Антрам, регион Пеи дьо ла Лоар, департамент Майен, Северозападна Франция.

## История
В началото на ХІІІ век местният синьор Тибо дьо Матьофелон построява параклис посветен на Дева Мария и Свети Никола. През 1233 г. той дарява параклиса и земята на абатство „Нотр Дам дьо ла Рю“ в Поату. Първоначално манастира е приорат с монаси от Ордена на редовните каноници. През 1493 г., папа Александър VI издава була с което манастира става приорат на абатството „Сент Катрин дьо Лавал“.
По време на Френската революция, на 10 май 1790 г. монасите са прогонени, а абатските сгради и имоти са продадени на частни лица. През 1815 г. след отмяна на антиклерикалните закони във Франция, абатството е закупено от монаси-траписти, начело с Бернар дьо Жирмон, който става първия абат на възстановения манастир. Общността е официално издигната в абатство на 10 декември 1816 г. от папа Пий VII.
Днес абатството е действащ католически манастир, член на Ордена на цистерцианците на строгото спазване (Ordo Cisterciensis Strictioris Observantiae), като монашеската общност брои около 15 монаси. Монасите произвеждат сирене, пчелен мед и ароматни свещи, които се предлагат за продажба в манастирския магазин, поддържат хотел за туристи и поклонници с 35 стаи и богата библиотека.

## Сирене Порт Салю
Оригиналното сирене започва да се прави от монасите след възстановяването на манастира през 1815 г. През 1850 г. монасите разширяват мандрата и избите за съхранение на сиренето. Млякото се осигурява от абатската ферма със собствени крави и чрез изкупуване от съседните ферми. Продажбата на сиренето се осъществява в Лавал и района около манастира.
През 1873 г. сиренето „Пор дю Салю“ се появява и на пазара в Париж. Търговската марка е регистрирана през 1874 г. и става известна в цял свят под името „Порт Салю“. През 1959 г. монасите отстъпват търговската марка и производството на сиренето на компанията „Société Anonyme des Fermiers Réunis“ (S.A.F.R.), която продължава да развива производството и да използва търговската марка и понастоящем. Днес „Société Anonyme des Fermiers Réunis“ е собственост на корпорацията „Груп Бел“ (Groupe Bel), със седалище Париж, Франция, а самото сирене се произвежда в завод в близост до границата с Германия.
Въпреки временното възобновяване на производството на сирене в абатството през 1970-те години под името „Fromage de l’abbaye“, днес производството на сирене е спряно и абатската мандра не функционира.

## Галерия
- Бернар дьо Жирмон – първият абат (1815)
- Входа на абатството с манастирския магазин вляво.
- Абатската църква
- Колоната Notre-Dame-du-Triomphe